# Philosophical Magazine
Philosophical Magazine — науковий журнал, заснований в 1798 році Річардом Тейлором. Вважається найстарішим у світі науковим періодичним виданням. 
Видається в Англії видавництвом Tailor & Fransis. Друкує статті з усіх галузей природознавства. 
В Philosophical Magazine друкувалися Фарадей, Джоуль, Томсон, Релей, Резерфорд і багато інших всесвітньо відомих учених. На сторінках цього журналу Резерфорд запропонував планетарну модель атома, а Бор постулював квантування орбіт електронів.
З другої половини XX століття основною тематикою журналу стала фізика твердого тіла, зокрема пружні властивості матеріалів. 